# Phyllophaga inversa
Phyllophaga inversa är en skalbaggsart som beskrevs av Horn 1887. Phyllophaga inversa ingår i släktet Phyllophaga och familjen Melolonthidae. Inga underarter finns listade i Catalogue of Life.